# Гавалдаш
Гавалдаш (от тюркских слов — «гавал» и «даш» — камень) — естественный литофон, идиофонный музыкальный инструмент, скальная глыба, оригинальный камень-бубен, представляющий собой установленную плашмя огромную плиту. Из неё постукиванием можно извлечь ритмически чёткие мотивы. Звук гавалдаша схож со звонким звуком гавала. В XII веке, когда появился сам гавал, каменный инструмент стали называть «гавалдаш».
В Гобустане имеются два гавалдаша: у северного подножья горы Чингирдаг и на горе Беюкдаш.

## Описание
Инструмент состоит из ракушечного известняка и представляет собой плоский кусок известняка. Камень опирается на скалу только в двух местах и стоит словно на воздушной подушке. Гавалдаш издаёт различные звуки в разных местах в зависимости от плотности раковин в составе известняка. Причиной этого различия звуков является пустота и пористость раковин. Гавалдаш озвучивается путём постукивания по нему маленькими камнями. В результате извлекаются звуки разных тональностей и резонансов.
Есть мнение о том, что стражи племён во время нападений диких зверей или в других опасных ситуациях пользовались этим инструментом. Также считается, что так древние люди впервые и узнали о гавалдаше и стали пользоваться им. В пользу этой версии говорит и то, что гавалдаш находится вдали от жилья, и его звук разносится на 2-3 километра. Считается, что этими звуками сопровождались ритуальные пляски и обряды. Такие танцы изображены на знаменитых гобустанских наскальных рисунках, которые археологи относят к периоду от мезолита — эпохи каменного века — до средневековья. Также считается, что гавалдаш служил неким символом единства, поскольку древние люди проводили возле него религиозные и праздничные обряды, устраивали собрания.

## Исполнители
Впервые на гавалдаше сыграл для широкой публики в 1965 году в радиопередаче виртуозный исполнитель, заслуженный артист Азербайджана Чингиз Мехтиев (1932—1992). В 1978 году он же сыграл на гавалдаше для широкой аудитории зрителей Азербайджанского телевидения. Позднее на этом инструменте выступали народный артист республики Садыг Зарбалиев, заслуженный артист Натиг Ширинов, Таир Гусейнов, Джаваншир Гасымов, Эльданиз Гаджиагаев.